# De Nagele
De Nagele was in de Middeleeuwen een stroming uit de monding van de IJssel tussen het eiland Urk en de Overijsselse en Zuid-Friese kust. De Nagele wordt genoemd in een oorkonde uit 966. De Nagele was van belang voor de ontwikkeling van Stavoren als Hanzestad. Men kon zo de Hanzesteden aan de IJssel bereiken en via de Rijn het Duitse achterland. Het huidige dorp Nagele is indirect naar deze stroming genoemd. Door afkalving en overstromingen verdween de delta van de IJssel grotendeels, totdat daar waarschijnlijk drie eilandjes overbleven, Urk, Schokland en Nagele. Het dorp is naar dat eiland genoemd. 